# Монтуарский дом

Герб графов Вандома из Монтуарской династии

Монтуарский дом (фр. Maison de Montoire) — французская средневековая династия, представители которой были правителями ряда феодальных владений, в том числе графств Вандом и Кастр.

## История
Название династии связано с замком Монтуар в графстве Вандом, первые упоминания о котором относятся к концу X века. Представители династии объединили в своих руках достояние нескольких знатных вандомских родов.
В 1030 году упоминается первый сеньор Монтуара — Нихард (ум. 1059). Ему удалось воспользоваться войной между графом Вандома Жоффруа I Мартелом (позже ставшим также графом Анжу) и епископом Ле-Мана Жерве де Беллемом в 1038—1040 годах, чтобы расширить свои владения. Нихард не имел сыновей, его наследницей стала дочь Плезант, которая была замужем дважды. Её первым мужем был Эд I, сеньор де Мондубло, сын Гуго I де Мондубло и Адели, дочери Фулька I Ле Риш, виконта Вандома. В первом браке Плезант родила троих детей. От второго мужа - Обри, сеньора де Нуатр, детей не было. Единственный сын Плезант, Гуго II (ум. 1065), сеньор де Мондубло, детей не оставил. Наследницей Плезант стала старшая дочь, Элвиза де Мондубло, которая была замужем дважды. От первого брака с Нивелоном II, сеньором де Фретеваль, остался сын Ильберт де Фретеваль, унаследовавший Мондубло. А Монтуар унаследовали дети от второго брака — с Хамелином II де Ланжо.
Хамелин II де Ланжо происходил из рода сеньоров Ланжо. Его родоначальником был Хамелин I де Ланжо (ум. после 1039), который владел замком Ланжо, построенным в X веке графом Анжу Фульком III Нерра. Ланжо был одним из первых каменных замков в Европе, и он имел важное стратегическое значение в борьбе между графами Анжу и Блуа. Первым известным владельцем Ланжо был Юбер I, упоминаемый в 990 году. У него известно трое сыновей: Юбер, Роберт и Фулькруа. Хамелин I де Ланжо был близким родственником Юбера I — возможно сыном, вероятно унаследовал Ланжо после его смерти. Его внуком был Хамелин II, унаследовавший посредством брака Монтуар. А Ланжо вскоре перешёл к его близкому родственнику Юберу II.
После смерти в 1060 году Жоффруа І Мартела Вандом отделился от Анжу. Новый граф Вандома Фульк Гусёнок был слабым правителем, и сеньоры Монтуара значительно усилились и практически не зависели от власти графа.
Хамелин II и Элвиза де Мондубло оставили нескольких детей. Их дочь Юлиана вышла замуж за Жоффруа III Бородатого, ставшего в 1060 году графом Анжу. А старший из выживших сыновей, Пьер I (ум. после 1121), унаследовал после смерти отца Монтуар. Внук Пьера I, Пьер II (ум. до 1202), женился на дочери графа Вандома Бушара IV. Благодаря этому браку сын Пьера Жан IV (ум. до 1240) унаследовал около 1217 года Вандом.
Потомки Жана IV правили в Вандоме до 1403 года. Граф Жан V около 1300 года унаследовал сеньорию Кастр, которая в 1356 году получила статус графства. Последней правительницей Вандома и Кастра была Екатерина де Вандом (ум. 1 апреля 1412), которая была замужем за Жаном I де Бурбон, графом де Ла Марш, их двое сыновей унаследовали владения матери.
Существовало ещё несколько ветвей рода.

## Генеалогия

### Сеньоры Мондубло
Гуго (Юг) I (ум. ок. 1030/1040), сеньор де Мондубло; жена: Адель (ум. после 1040), дочь Фулька I Ле Риш, виконта Вандома
- Эд I (ум. после 3 июня 1040), сеньор де Мондубло; жена: Плезант (Пласентия), дама де Монтуар, дочь Нихарда, 1-го сеньора де Монтуар
  - Элвиза де Мондубло (ок. 1020/1025 — после 15 марта 1075), дама де Монтуар; 1-й муж: Нивелон II де Фретевал (ум. до 1042/1044), сеньор де Фретевал; 2-й муж: Хамелин II де Ланжо (ум. после 15 марта 1075), сеньор де Ланжо и де Монтуар
    - (от 1-го брака) Ильберт де Фретевал (ум. ок. 1100), сеньор де Мондубло
      - Эльвиза де Мондубло (ум. ок. 1154), дама де Мондубло; 1-й муж: N де Сембленси; 2-й муж: Жоффруа III (ум. 12 апреля 1140/1145), виконт Шатодена
      - Гитбурга де Мондубло; муж: Бартелеми Ле Риш (ум. ок. 1148)
      - Агнес де Мондубло; муж: N

    - (от 2-го брака) Пьер I де Ланжо (ум. после 1121), сеньор де Монтуар и де Ланжо
      - Сеньоры де Монтуар

  - Гуго (Юг) II (ок. 1030/1040 — ок. 1073), сеньор де Мондубло
- Гуго де Мондубло (ум. после января 1058)
- Эрве де Мондубло (ум. после 1040)
- Жоффруа де Мондубло (ум. после 1040)
- Гизельберт де Мондубло (ум. до 1061)
  - Хильгод де Мондубло
  - Нихард де Мондубло
  - Мария де Мондубло
  - Арнуль де Мондубло
  - Аршамбо де Мондубло
- Эммелин де Мондубло; муж: Гисман
- Фульше де Мондубло
- Рейнар де Мондубло
- Жерар де Мондубло (ум. после января 1058)
- Эд де Мондубло (ум. после января 1058)
- Агнес де Мондубло

### Сеньоры де Ланжо и де Монтуар
Юбер I (ум. после 990), 1-й сеньор Ланжо в 990
- Юбер
- Роберт
- Фулькруа

Хамелин I де Ланжо (ум. после 1039), сеньор де Ланжо, возможно сын Юбера I
- Готье де Ланжо (ум. после 1050/1064), сеньор де Ланжо
  - Хамелин II де Ланжо (ум. после 1100), сеньор де Ланжо, сеньор де Монтуар с 1073/1074; жена: с ок. 1040/1044 Элвиза де Мондубло (ок. 1020/1025 — после 15 марта 1075), дама де Монтуар, вдова Нивелона II, сеньора де Фретевал
    - Готье де Ланжо (ум. ок. 1067/1068)
    - Герсенда де Ланжо
    - Юлианна де Ланжо (ум. после 7 августа 1067); муж: Жоффруа III Бородатый (ок. 1040—1096/1097), сеньор де Шато-Ландон и граф Гатине с 1043/1045, граф Анжу с 1060
    - Филипп де Ланжо
    - Пьер I де Ланжо (ум. после 1121), сеньор де Монтуар; жена: Ада
      - Филипп де Монтуар; жена: Элеонора
        - Пьер II де Монтуар (ум. до 1202), сеньор де Монтуар; жена: Агнес де Вандом (ум. 1201), дочь Бушара IV, графа Вандома, и Агаты
          - Жан I де Монтуар (ум. до 1240), сеньор де Монтуар, граф Вандома с ок. 1217
            - Графы Вандома

      - Ардуин де Монтуар

    - Эд II де Мондубло
    - Готье де Ланжо (ум. после 1085), сеньор де Мондубло

  - Гуго де Ланжо
  - Жоффруа де Ланжо
- Томас де Ланжо
- Фулькрад де Ланжо

Юбер II де Ланжо, сеньор де Ланжо, родственник Хамелина II
- Хамелин III де Ланжо (ум. до 1070), сеньор де Ланжо
- Жоффруа де Ланжо (ум. 9 октября 1093), декан аббатства Сен-Мартен-де-Тур 1076—1081, епископ Анжера с 1081
- Гуго де Ланжо (ум. после 1078)
- Готье де Ланжо (ум. после 1066)

### Графы Вандома
Жан IV де Монтуар (ум. до 1240), сеньор де Монтуар, граф Вандома с ок. 1217; жена: Эглантина
- Жан де Монтуар (ум. после апреля 1216)
- Агнес де Вандом (ум. после апреля 1216)
- Пьер (ум. 25 марта 1249), граф Вандома с до 1240; жена: Жанна де Майен (ум. 11 апреля 12??), дама де Ла Шартр в 1223, дама де Лассе и де Шато-дю-Луар в 1246
  - Бушар V (ум. ок. 15 мая 1271), граф Вандома с 1249; жена: Мария де Ройе (ум. 13 марта 12??), дочь Рауля де Ройе, сеньора де Ла Ферте-ан-Понтье, и Марии де Вилль, вдова Оберта де Хангес, сеньора де Женли. После смерти Бушара она вышла замуж за Жана де Вьепона
    - Жан V (ум. после 18 мая 1315), граф Вандома с 1271, сеньор де Кастр-ан-Альбижуа, де Ла-Ферте-Аль и де Бретанкур (Жан II) с 1300/1302 (по праву жены); жена: с 15 мая 1295/28 февраля 1302 Элеонора (ум. после 18 мая 1338), дама де Кастр-ан-Альбижуа, де Ла-Ферте-Аль и де Бретанкур с 1300, дочь Филиппа II де Монфора, сеньора де Кастр-ан-Альбижуа и его жены Жанны де Леви-Мирпуа. 
      - Бушар VI (ум. 26 февраля 1353), граф Вандома с 1315, сеньор де Кастр-ан-Альбижуа, де Ла-Ферте-Аль и де Бретанкур (Бушар I) с 1338; жена: с августа 1320 Алиса Бретонская (1298 — мая 1377), дочь герцога Бретани Артура II и Иоланды де Дрё
        - Жан VI (ум. 1/22 февраля 1364), граф Вандома с 1271, сеньор де Кастр-ан-Альбижуа, де Ла-Ферте-Аль и де Бретанкур (Жан III) с 1353, граф Кастра (Жан I) с 1356, сеньор де Лезиньян-ан-Нарбоннуа; жена: Жанна де Понтье (ум. 30 мая 1378), дама д’Эпернон, регент Вандома и Кастра в 1371—1372, дочь Жана II де Понтье, графа Омальского, и Катерины д’Артуа
          - Бушар I (II) (ум. 16 ноября 1371), граф Вандома (Бушар VII) и Кастра (Бушар I) с 1364; жена: Изабелла де Бурбон (1340—1371), дочь Жака I де Бурбон, графа де Ла Марш, и Жанны де Шатильон, вдова Людовика II де Бриенн, виконта де Бомон-о-Мэн
            - Жанна (1371—1372), графиня Вандома и Кастра с 1371

          - Екатерина (ум. 1 апреля 1412), графиня Вандома и Кастра с 1372; муж: с 28 сентября 1364 Жан I де Бурбон (1344 — 11 июня 1393), граф де Ла Марш с 1362, граф Вандома (Жан VII) и Кастра (Жан II) с 1372
            - Династия Бурбон-Вандом

        - Пьер де Вандом (ум. 19 сентября 1356), рыцарь
        - Симон де Вандом (ум. 3 сентября 1363); жена: Жанна де Монбазон (ум. до 26 июля 1395), дама де Монбазон, де Монсоро, де Шатонёф и де Жарнак-сюр-Шарант, дочь Рено де Монбазона и Алиеноры де Краон. После смерти мужа вышла замуж вторично — за Гильома II де Краон, виконта Шатодена и сеньора Марсильяка
        - Бушар де Вандом (ум. после 6 марта 1373), сеньор де Феле и де Сегре; жена: Маргарита де Бомон (ум. после 1373), дочь Жана II де Бомон, виконта де Бомон-о-Мэн
          - Пьер де Вандом (ум. после 1383), сеньор де Сегре и де Нель; жена: Жанна де Шар
            - Пьер де Вандом (ум. 29 июня 1407), сеньор де Сегре; жена: Мария д’Асинь
              - Жанна де Вандом (ум. после 1453); 1-й муж: Роберт, сеньор де Фонтене; 2-й муж: до 1440 Франсуа II (ум. 31 октября 1476), сеньор де Монберон, виконт д’Оне, барон де Молеврье и де МАта

            - Гильеметта де Вандом, дама де Феде и де Вентрус; муж: Жерве Эве, сеньор Женесте
            - Алиса де Вандом; муж: Роберт, сеньор д’О
            - Изабель де Вандом; муж: Пьер де Ла Хей, сеньор де Маршевиль
            - Роберта де Вандом; жена: с 27 мая 1405 Франсуа де Шампань, сеньор де Ла Мот-Фершан

          - Жан де Вандом (ум. после 1400), сеньор де Феле; жена: с 1378 Мария Оранская
            - Жан де Вандом (ум. после 1408), сеньор де Феле

        - Элеонора де Вандом; муж: Роже Бернар (ок. 1303—1363), граф Перигора
        - Жанна де Вандом (ум. 29 ноября 1395), дама де Домфор; муж: Рено, сеньор де Бретенкур

      - Жан де Вандом (ум. после 1335), сеньор де Фелье; жена: Маргарита (ум. 16 февраля 1348)
      - Пьер де Вандом (ум. после 1352), сеньор де Флуар-о-Мэн, де Торсе, де Шатонёф-ан-Гиень и де Монто
        - Изабелла де Вандом (ум. после 1371), дама де Флуар

      - Жанна де Вандом; муж: Генрих IV (ум. 1334), сеньор де Сюлли, великий виночерпий Франции, губернатор королевства Наварра с 1329

    - Бушар де Вандом (ум. после 1320), сеньор де Бонневал
    - Пьер де Вандом (ум. до 1311), каноник в Туре
    - Элеонора (Агнес) де Вандом; муж: с ок. 1280 Бушар VII Л’Иль-Бушар (ум. после 1304)
    - (?) Жанна (Иоланда) де Вандом (ум. 25 декабря 1302); 1-й муж: Жоффруа Савари, сеньор де Колобьер-Вильяндри; 2-й муж: с ок. 1286 Роберт III де Дрё (ум. после 1303), сеньор де Бё

  - Жан де Вандом (ум. до 1283)
    - Ветвь сеньоров де Плесси-Годеху и де Френ

  - Жоффруа де Вандом, сеньор де Шартр-сюр-Луар и де Лассе
    - Ветвь сеньоров де Шартр-сюр-Луар и принцев де Шабан

  - дочь, монахиня в Ла Виргините
  - (?) Матье де Вандом (ум. 25 сентября 1286), аббат Сен-Дени с 1258, регент Франции
- Жоффруа I де Лавардин (ум. после декабря 1263), сеньор де Савиньи
  - Пьер де Лавардин, сеньор дю Плесси-Годеху
  - Жоффруа II де Лавардин (ум. ок. 1313), сеньор де Савиньи
- Жан де Вандом, сеньор де Сен-Лорен-де-Мортье в 1226
- Матильда де Вандом; муж: с 1226 Гуго де Монтиньи, сеньор де Вьеви
- Онорина де Вандом; муж: Жоффруа де Ла Брюйер, сеньор де Троо и де Шале